# Stephostethus paradoxus
Stephostethus paradoxus is een keversoort uit de familie schimmelkevers (Latridiidae). De wetenschappelijke naam van de soort werd in 1976 gepubliceerd door Tapan Sen Gupta.